# Brda (río)
El Brda (pronunciación en polaco: /brda/ (escucharⓘ); en alemán: Brahe) es un río del noroeste de Polonia, afluente del Vístula. Tiene una longitud de 245 km y una cuenca hidrográfica de 4665 km² y discurre completamente por territorio polaco.
El Brda forma parte de la vía fluvial Óder-Vístula, que conecta estos dos ríos a través del Varta y del Noteć y del canal de Bydgoszcz desde finales del siglo XVIII. La vía es navegable para barcazas modestas (de CEMT Clase II) de calado menor. Pocas embarcaciones usan el río Brda y el canal adyacente en el siglo XXI, a diferencia de lo que sucedió en las décadas de 1950 y 1970; en esta última el tráfico fluvial comenzó a decaer paulatinamente.
El río atraviesa las siguientes poblaciones importantes:
- Przechlewo
- Konarzyny
- Tuchola
- Koronowo
- Bydgoszcz